# Saturnino Ibongo Iyanga
Saturnino Ibongo Iyanga (ur. 18 stycznia 1936, zm. 6 marca 1969) – polityk, dyplomata i dziennikarz z Gwinei Równikowej.
Kształcił się w Escuela Superior Indígena w Santa Isabel (dzisiejsze Malabo), uzyskując uprawnienia nauczycielskie. Pracował w Escuela Generalísimo Franco y en Ramón y Cajal w tym samym mieście. W 1960 wyjechał do Hiszpanii, został zatrudniony w ministerstwie skarbu. Studiował dziennikarstwo na Uniwersytecie Nawarry, uzyskał magisterium (1964). Pracował dla pisma Ébano oraz dla agencji EFE. Brał udział w pracach Konferencji Konstytucyjnej Gwinei Równikowej (1967-1968), reprezentował Ruch Wyzwolenia Narodowego Gwinei Równikowej (Movimiento Nacional de Liberación de Guinea Ecuatorial, MONALIGE). Po programowaniu niepodległości przez Gwineę (październik 1968), został mianowany ambasadorem przy ONZ.  Został uwięziony i następnie zamordowany z rozkazu prezydenta Macíasa Nguemy. Miało to związek z oskarżeniami o współudział w próbie zamachu stanu.
Jest współtwórcą (wraz z Atanasiem Ndongo) hymnu narodowego Gwinei Równikowej.